# Metso
Metso, ursprungligen Metso Oyj, senare Metso Outotec, är en finsk industrikoncern, som bildades 1999 genom en fusion mellan Valmet och Rauma inom UPM-Kymmene Oy. Valmet tillverkade då huvudsakligen pappers- och kartongmaskiner och Rauma bland annat krossar, skogsmaskiner och maskiner för flödeskontroll. 
Metso köpte efter fusionen med Valmet svenska tillverkaren av gruvindustrimaskiner Svedala Industri AB. I villkoren för köpet från EU:s och USA:s konkurrensmyndigheter ingick att en del av Svedalas krossmaskintillverkningen skulle avyttras, vilket gjordes till Sandvik AB. Metso inriktades därefter dels på maskinutrustning för gruv- och anläggningsindustri, dels på automation som leverantör av processlösningar till kunder inom gruvdrift, bygg och anläggning, samt olje- och gasindustrin. 
År 2000 såldes skogsmaskintillverkningen under varumärket Timberjack till Deere & Co. Året därpå förvärvade företaget Skega. År 2004 såldes Dynapac till riskkapitalbolaget Altor Equity Partners AB.
År 2013 fattades beslut om att dela företaget i två börsnoterade företag: Metso Oy och Valmet Oy. Det "nya" Valmet inriktades på kunder inom industrier som baseras på biologiska råvaror, medan det återstående Metso inriktades mot gruvor, anläggningsföretag samt olje- och gasindustrin, inklusive processautomation och flödeskontroll till skogsindustri och allehanda kundgrupper. 
Valmet förvärvade 2015 Metsos affärsområde "Process Automation Systems".
Den del av Metso, Metso Flow Control, som verkade inom flödesstyrning och tillhörande tjänster till olje- och gasraffinaderier, pappers-, massa- och bioproduktindustrin samt kemi- och processindustrin, blev sedan företaget Neles. Resterande del, Metso Minerals, slog i juni 2020 samman med Outotec och bildade det börsnoterade verkstadsföretaget Metso Outotec. Metso Outotec bytte namn till Metso i juni 2023.